# Atilla Engin

Atilla Engin (Atilla Tuncayengin, født 1946 Kayseri, Tyrkiet, død 2. november 2019, Brasilien) var en dansk-tyrkisk fusionsjazz-musiker og komponist. Desuden musiklærer.

## Musikalsk karriere
Atilla Engin begyndte sin musikalske karriere i Istanbul (Tyrkiet), hvor han optrådte og indspillede plader. I 1974 flyttede han til København. Her dannede han adskillige orkestre. Et af disse var Matao, som han i 1979 udgav sit første danske album med, "Turkish Delight". Matao spillede på Roskilde Festival i 1979. En af de øvrige grupper han dannede var i eget navn, Atilla Engin Group, som udgav fem albums.
Foruden indspilning og turné med sine bands, underviste han også på Konservatoriet for Rytmisk Improvisationsmusik i fire år sammen med blandt andre Niels-Henning Ørsted Pedersen og Debbie Cameron. I 1985 blev Atilla Engin tildelt titlen som "Årets komponist" på Roskilde Festival.
Atilla Engin blev valgt til at være Danmarks ambassadør i forbindelse med Det europæiske Musikår 1985. Han dannede et band med 12 elever fra Konservatoriet for Rytmisk Improvisationsmusik. Med støtte fra blandt andre Kulturministeriet, Undervisningsministeriet og Statens Kunstfond turnerede bandet i Tyrkiet, hvor det blandt andet spillede en fælles koncert sammen med Istanbul Radio Big Orchestra.
I 1986 etablerede Atilla Engin "The World To World Drums And Percussion Festival" i København. Desuden motiverede han 16 unge elever han underviste på en rytmisk aftenskole til at danne gruppen "Tyrkis". De optrådte adskillige gange på Jazzhus Montmartre i København og vandt i 1987 førstepris ved Dortmunder Big Band Festival i Tyskland. Tyrkis også udgav et album, "My Little Chinese Love".
I 1989 forlod Atilla Engin Danmark og flyttede til USA, hvor han fortsatte med undervisning og etablering af nye bands, blandt andre New World Orchestra, som havde premiere i Carnegie Hall. Senere endnu en gruppe, Turquoise, som spillede i jazzklubber og udgav et album. I 1999 dannede Atilla Engin et 14 mands stort big band, The Istanbul Orchestra, som han dirigerede og komponere originalmusik til. Orkesteret havde mange engagementer og indspillede to værker lige inden World Trade Center-angrebet i New York City den 11. september 2001. Disse to værker blev senere udgivet på et CD-projekt, "Ocean of Emotion" (2009). Efter terrorangrebet kunne orkesteret ikke overleve og Atilla forlod USA i 2005 og flyttede til Brasilien.
En af Atilla Engins kompositioner, værket "Turkish Showbiz" fra 1985, blev i 2011 årsag til danmarks første retssag om brug af musik-sample, idet DJ-gruppen, Djuma Soundsystem, uden forudgående tilladelse havde samplet temaet og udgivet det under titlen "Les Djinns".

## Sygdom og død
I 2010 blev han ramt af en hjerneblødning og sad siden i rullestol, uden at være i stand til at tale. Atilla Engin døde i Brasilien den 2. november 2019.

## Diskografi
- Felek Usta, Evren Records, Turkey (1971)
- Kumsalda, Yonca Records, Turkey (1974)
- Bütün İçkiler Benden Bu Gece, Yonca Records, Turkey (1974)
- Turkish Delight, Matao (Atilla Engin, trommer, percussion; Svend Staal Larsen, guitar; Torben Grønning, bas; Alan Stade, keyboards), Ra Records, Danmark (1979)
- Atatürk’s Children and Nasrettin Hoca, Fairytale, Danmark (1980)
- Solens Børn, Ariel, Pick Up Records, Danmark (1980)
- Nazar, Atilla Engin Group, Danish Music Production, Danmark (1982)
- Memories, Atilla Engin Group (med bl.a. Okay Temiz, percussion; Hugo Rasmussen, bas; Jens Winther, trumpet), Danish Music Production, Danmark (1984)
- Marmaris Love, Atilla Engin Group featuring (with Okay Temiz), Danish Music Production, Danmark (1985)
- No Money No Honey, Atilla Engin Group (with Arto Tunçboyacıyan), Danish Music Production, Danmark (1986)
- My Little Chinese Love, Tyrkis Big Band conducted by Atilla Engin, Stunt Records, Danmark (1987)
- Melo Perquana, Atilla Engin Group (with Niels-Henning Ørsted Pedersen), Olufsen Records, Danmark (1988)
- Mosaic of Anatolia, Group Turquoise, Istanbul Records New York, USA (1999)
- Moon Dog Girl by the Noodle Shop (John Kruth, Elliott Sharp, Atilla Engin and Jonathan Segel), Sparkling Beatnik Records, USA (1999)
- Ocean of Emotion, The İstanbul Orchestra — Group Turquoise — Atilla Engin, Indie (2009)

## Udvalgte kilder og Henvisninger
- Bibliotek.dk (Matao) Arkiveret 27. juli 2011 hos  Wayback Machine
- Statsbiblioteket.dk (Turkish Delight) Arkiveret 19. januar 2022 hos  Wayback Machine
- Atilla Engins Matao på Roskilde Festival 1979 Arkiveret 15. august 2011 hos  Wayback Machine
- Danish National Library (Interview med Atilla Engin) (Webside ikke længere tilgængelig)
- statsbiblioteket.dk (My Littele Chineese Love) Arkiveret 19. januar 2022 hos  Wayback Machine
- Statsbiblioteket.dk (Nazár) Arkiveret 19. januar 2022 hos  Wayback Machine
- Statsbiblioteket.dk (Memories) Arkiveret 19. januar 2022 hos  Wayback Machine
- Statsbiblioteket.dk (Marmaris Love) Arkiveret 19. januar 2022 hos  Wayback Machine
- Information (14-08-2011)
- Music of The Istanbul Orchestra And Turquoise at ReverbNation
- Music of Atilla Engin at MySpace
- Atilla Engin's Albums at Discogs